# بابی سی
بابی سی (انگلیسی: Bobby Seay؛ زادهٔ ۲۰ ژوئن ۱۹۷۸) بازیکن بیس‌بال اهل ایالات متحده آمریکا بود.